# Willem van der Neut
Willem (Wil/Willie) van der Neut (Nieuwkoop, 6 januari 1919 - 1983) was een van oorsprong Nederlandse Waffen-SS'er en kampbewaker. Na zijn ontsnapping in 1952 uit een Nederlandse gevangenis en zijn vlucht naar West-Duitsland, naturaliseerde hij tot West-Duitser.
Van der Neut was het derde kind van negen kinderen. Zijn moeder werd in de jaren dertig werkster voor de echtgenote van NSB-leider Anton Mussert en werd in 1934 NSB-lid. Van der Neut werd op zijn achttiende lid van de NSB. Hij was vooraf aan de Tweede Wereldoorlog meubelmaker van beroep, trouwde in de jaren dertig en kreeg met zijn vrouw twee kinderen. Het huwelijk was echter geen succes. Na de oorlog zou hij van haar scheiden. Van der Neut werd vrijwillig SS'er en vertrok in 1941 met het Nederlandse SS-onderdeel naar Rusland om te vechten. Omdat twee van zijn broers daar sneuvelden mocht hij terug naar Nederland, een derde broer verdronk als lid van een getorpedeerd koopvaardijschip dat eigendom was van de geallieerden. 
Hij kwam via een kort verblijf in Duitsland in doorgangskamp Amersfoort terecht en was daar een wrede en beruchte bewaker. Vlak na de oorlog werd hij gearresteerd. In eerste instantie beweerde hij in Kamp Amersfoort alleen op wacht te hebben gestaan in een uitkijktoren. Later bekende hij echter gevangenen - waaronder Joden - zwaar te hebben mishandeld en meerdere malen lid te zijn geweest van een executiepeloton.  
Van der Neut werd vervolgens door het Bijzonder Gerechtshof van Utrecht veroordeeld tot de doodstraf. Zijn beroep hiertegen bij de Raad van Cassatie werd eind 1949 verworpen, maar in juli 1950 kreeg hij gratie waarbij de doodstraf werd omgezet in levenslang. Vanuit de gevangenis schreef hij van 1946 tot 1952 brieven aan zijn minnares Erika Lüschen (voormalig typiste op Abteiling III van Kamp Amersfoort). 
Op 26 december 1952 ontsnapte hij met zes andere gevangenen tijdens een filmvoorstelling uit de Koepelgevangenis in Breda, waarna de groep in twee bij de gevangenis gereedstaande voertuigen naar West-Duitsland ontkwam. Een half jaar later werd hij in de buurt van Uslar gearresteerd, nadat de Nederlandse politie een brief van hem aan zijn moeder had weten te onderscheppen. Later werd hij vrijgelaten, waarna hij de West-Duitse nationaliteit kreeg en in West-Duitsland bleef wonen onder de schuilnaam Karl-Heinz Braun tot hij in 1983 overleed. 
Na zijn ontsnapping heeft hij nooit meer contact gelegd met Erika en de zoon die ze samen hadden. 270 brieven die hij aan Erika schreef, werden door hun zoon aan het NIOD geschonken.